# Лан-2 (кантон)
Лан-2 (фр. Laon-2) — кантон во Франции, находится в регионе О-де-Франс, департамент Эна. Входит в состав округа Лан.

## История
Кантон образован в результате реформы 2015 года. В него вошли упраздненный кантон Лан-Юг и отдельные коммуны кантона Краон.

## Состав кантона с 22 марта 2015 года
В состав кантона входят коммуны (население по данным Национального института статистики за 2018 г.):
- Арранси — население 51 чел.
- Ати-су-Лан — население 2 605 чел.
- Брюйер-э-Монберо — население 1 504 чел.
- Бьевр — население 90 чел.
- Велю — население 251 чел.
- Ворж — население 373 чел.
- Коллижи-Кранделен — население 239 чел.
- Лаваль-ан-Ланнуа — население 246 чел.
- Лан (центральные и южные районы) — население 15 776 чел.
- Льерваль — население 121 чел.
- Мартиньи-Курпьер — население 130 чел.
- Монтено — население 150 чел.
- Моншалон — население 89 чел.
- Нувьон-ле-Винё — население 159 чел.
- Оржеваль — население 63 чел.
- Парфондрю — население 349 чел.
- Прель-э-Тьерни — население 381 чел.
- Самусси — население 385 чел.
- Серни-ан-Ланнуа — население 63 чел.
- Фестьё — население 677 чел.
- Шамуй — население 278 чел.
- Шере — население 141 чел.
- Шиви-лез-Этувель — население 508 чел.
- Эп — население 422 чел.
- Этувель — население 210 чел.

## Политика
На президентских выборах 2022 г. жители кантона отдали в 1-м туре Марин Ле Пен 34,9 % голосов против 24,7 % у Эмманюэля Макрона и 16,4 % у Жана-Люка Меланшона; во 2-м туре в кантоне победила Ле Пен, получившая 54,9 % голосов. (2017 год. 1 тур: Марин Ле Пен – 30,9 %, Эмманюэль Макрон – 21,1 %, Жан-Люк Меланшон – 18,1 %, Франсуа Фийон – 16,3 %; 2 тур: Макрон – 54,4 %. 2012 год. 1 тур: Франсуа Олланд — 30,7 %, Николя Саркози — 23,6 %, Марин Ле Пен — 21,9 %; 2 тур: Олланд — 56,0 %).
С 2015 года кантон в Совете департамента Эна представляют Тьерри Делеро (Thierry Delerot) (Социалистическая партия) и Брижитт Фурнье-Тюркен (Brigitte Fournié-Turquin) («Европа Экология Зелёные»)
|                | Кандидаты                                 | Партия                   | Первый тур | Первый тур     | Второй тур | Второй тур |
| Кол-во голосов | Кандидаты                                 | Партия                   | % голосов  | Кол-во голосов | % голосов  |            |
| -------------- | ----------------------------------------- | ------------------------ | ---------- | -------------- | ---------- | ---------- |
|                | Тьерри Делеро Брижитт Фурнье-Тюркен       | Левый блок – Зелёные     | 1 744      | 32,11          | 3 506      | 68,62      |
|                | Поль-Анри Ансен-Катта Марилин Мэй Жоржон  | Национальное объединение | 1 282      | 23,61          | 1 603      | 31,38      |
|                | Сильви Лето Дюранд Амбруаз Сантонс Сандра | Разные правые            | 1 081      | 19,90          |            |            |
|                | Фаваз Кариме Летиция Розье                | Разные левые             | 1 059      | 19,50          |            |            |
|                | Лоранс Мувье Жан-Пьер Муше                | Правый блок              | 265        | 4,88           |            |            |

|                | Кандидаты                           | Партия                        | Первый тур | Первый тур     | Второй тур | Второй тур |
| Кол-во голосов | Кандидаты                           | Партия                        | % голосов  | Кол-во голосов | % голосов  |            |
| -------------- | ----------------------------------- | ----------------------------- | ---------- | -------------- | ---------- | ---------- |
|                | Тьерри Делеро Брижитт Фурнье-Тюркен | Левый блок                    | 2 457      | 29,07          | 4 794      | 59,90      |
|                | Кристиан Бернар Вероник Вассёр      | Национальный фронт            | 2 508      | 29,67          | 3 210      | 40,10      |
|                | Жан-Пьер Муше Мари Солле            | Союз за народное движение     | 1 661      | 19,65          |            |            |
|                | Од Боно Эрик Элен                   | Союз демократов и независимых | 1 254      | 14,83          |            |            |
|                | Маржори Сове-Клико Мишель Сейе      | Коммунистическая партия       | 573        | 6,78           |            |            |